# فنسنت لو جوف
فنسنت لو جوف (بالفرنسية: Vincent Le Goff) (15 أكتوبر 1989 بكامبار في فرنسا - ) هو لاعب كرة قدم فرنسي في مركز الدفاع. لعب مع ستاد لافال ونادي إستر ونادي لوريان وVendée Poiré-sur-Vie Football ‏ وLa Vitréenne FC ‏.

## وصلات خارجية
- فنسنت لو جوف على موقع قاعدة بيانات كرة القدم.إي يو (الإنجليزية)
- فنسنت لو جوف على موقع ليكيب (الفرنسية)
- فنسنت لو جوف على موقع Soccerway.com (الإنجليزية)
- فنسنت لو جوف على موقع عالم كرة القدم.نت (الإنجليزية)
- فنسنت لو جوف على موقع AS.com (الإسبانية)
- فنسنت لو جوف على موقع GSA (الإنجليزية)